# جيم فولر
جيم فولر (بالإنجليزية: Jim Fowler)‏ هو عالم حيوانات أمريكي، ولد في 9 أبريل 1932 في ألباني في الولايات المتحدة.

## وصلات خارجية
- جيم فولر على موقع IMDb (الإنجليزية)
- جيم فولر على موقع إن إن دي بي (الإنجليزية)
- جيم فولر على موقع قاعدة بيانات الفيلم (الإنجليزية)